# Adam Sierzputowski
Adam Sierzputowski herbu Dąbrowa – sędzia grodzki brzeskolitewski w latach 1720-1731, miecznik brzeskolitewski w latach 1718-1731, podczaszy mozyrski w latach 1711-1717.
Poseł powiatu brzeskolitewskiego na sejm 1718 roku i sejm nadzwyczajny 1729 roku.